# Commission des forêts d'Afrique centrale
La COMIFAC ou « Commission des Forêts d'Afrique Centrale » est l'« unique instance d'orientation, de décision et de coordination des actions et initiatives sous-régionales en matière de conservation et de gestion durable des écosystèmes forestiers » pour son espace de référence soit en 2012 15 pays : Burundi, Cameroun, Congo, Gabon, Guinée équatoriale, République centrafricaine, République démocratique du Congo, Rwanda, Sao Tomé-et-Principe et Tchad). Elle est encadrée par un traité (Traité de la COMIFAC, signé le 5 février 2005)
Cette Commission a été créée à la suite de l'entrée en vigueur (en décembre 2006) du Traité relatif à la conservation et la gestion des écosystèmes forestiers d'Afrique Centrale qui fait suite à la Déclaration de Yaoundé de 1999 « sur la conservation et la gestion durables des écosystèmes forestiers ».

## Missions
La COMIFAC soutient la coopération entre États et travaille et collabore avec plusieurs partenaires et des institutions sous-régionales (d'Afrique centrale) spécialisées (voir plus bas), et en lien avec le programme REDD+ (Reducing Emissions from Deforestation and Forest Dégradation).
Elle coordonne les interventions de différents partenaires ; elle promeut des orientations et des actions validées par les pays de la COMIFAC, délinées dans un plan de convergence de la COMIFAC, devenu l'outil et le document de référence cadrant la planification d'activités convergentes des pays membres de la Commission des forêts d'Afrique centrale, COMIFAC, en matière de gestion durable de leurs forêts. Les progrès du Plan peuvent être suivis via une plate-forme numérique « SuiviConvergence, v2.0 ». 
Elle est officiellement depuis octobre 2007 l'une des Commissions spécialisées de la Communauté économique des États de l'Afrique centrale (CEEAC) .

## Enjeux
Les forêts tropicales situées dans l'espace COMIFAC comptent parmi les plus importantes au monde en matière de point chaud de biodiversité, elles « renferment plus de la moitié de la faune et de la flore africaines. » avec 
- Plus de 50 % de la faune d'Afrique[1] ;
- environ 400 espèces de mammifères, dont l'essentiel des populations relictuelles de gorilles, chimpanzés et bonobos (chimpanzés pygmées) et environ 50 % des éléphants d'Afrique[1] ;
- environ 665 espèces d'oiseaux (dont 36 % sont endémiques)[1] ;
- Plus de 10 000 espèces de plantes (dont environ 3 000 sont endémiques)[1].

Mais ce patrimoine naturel subit des menaces, notamment sous forme de « braconnage, d'exploitation forestière et minière… et chaque année, leur étendue diminue en million d'hectares » et elles jouent un rôle déterminant pour l'Afrique et le monde en termes de fourniture des biens et services environnementaux, la régulation et la stabilisation du climat mondial. Les pays africains concernés souhaitent au travers de la Comifac faire en sorte qu'elles puissent mieux participe au développement économique et social durable et soutenable de ces pays.
Cependant, depuis le début du XIXe siècle, cette forêt s'est considérablement dégradée et elle reste exposées à de nombreuses menaces persistantes dont « la chasse illégale, la déforestation, la fragmentation des forêts et la dégradation des formations forestières (...) de nature à rompre les équilibres écologiques et à compromettre l'avenir de ces forêts et les équilibres socio-économiques de la région ».
La Comifac doit ainsi faire face à des défis émergents globaux tels que la restauration, préservation et gestion des ressources biologiques et génétiques liées à la forêt et à sa biodiversité, et en particulier aux services écosystémiques qu'elle fournit à court, moyen et long terme, dans un contexte de dérèglement climatique, de recherche de développement local se heurtant à la mondialisation du commerce du bois, d'une économie verte émergente, qui pousse à la traçabilité et à l'écocertification des produits forestiers et dérivés du bois. 
Pour cela, elle travaille avec divers lobbies et partenaires techniques et financiers qui selon un rapport d'évaluation de 2012 vont « devoir faire plus pour lever les entraves sur la voie de la gestion durable des forêts »

## Gouvernance
Elle sera fait via 3 instances :
1. Le Sommet des Chefs d'État et de Gouvernement
2. Le Conseil des Ministres
3. Le Secrétariat Exécutif

et un forum sous-régional et des fora nationaux
La Comifac était jusque fin 2016 présidée en 2015-2016 par Emmanuel Niyonkuru, ministre de l'environnement du Burundi, assassiné le 1er janvier 2017,, alors qu'il faisait suite à la présidence de Jean-Claude Nduwayo (7ème président) avec un mandat de deux ans.
Elle s'appuie notamment sur le « Partenariat pour les forêts du bassin du Congo » (PFBC) et sur des engagements des pays en faveur d'une gestion forestière se voulant durable et prenant donc mieux en compte les impacts négatifs de l'exploitation des ressources forestières et les effets négatifs des activités des autres secteurs sur les écosystèmes et d'autres partenaires dont la « Coopération allemande (GIZ, KFW), BAD, FAO, Coopération française (AFD), Coopération japonaise (JICA), PNUD, PNUE, FEM, Banque Mondiale, IIASA/INPE/UNEP-WCMC, WWF/TRAFFIC, UICN, USFS/CARPE, CIFOR, Secrétariats des Conventions sur la Désertification, la Biodiversité et les Changements Climatiques ».

## Historique
- 1999 : le 17 mars se tient la conférence de Yaoundé conclue par une déclaration commune des Chefs d'État d'Afrique Centrale les engageants à œuvrer de manière concertée pour la conservation et la gestion durable des écosystèmes forestiers d'Afrique Centrale (12 résolutions).
- 2000 : en décembre à la suite de la conférence de Yaoundé, les chefs d'État et Ministres chargés des forêts concernés réunis à Yaoundé concrétisent les objectifs de la Déclaration de Yaoundé en adoptant un premier Plan de Convergence.
- 2002 : en juin à Yaoundé, les statuts et le siège de la COMIFAC sont institués lors de la seconde réunion en conférence des ministres chargés des Forêts d'Afrique Centrale ;
- 2006 : l'existence internationale de la COMIFAC se concrétise en décembre 2006, dans le cadre du Traité relatif à la conservation et la gestion des écosystèmes forestiers d'Afrique Centrale [3].
- 2004 : en mai à Yaoundé, une "première conférence extraordinaire" adopte une version actualisée du Plan de convergence sous-régional modifiée « pour tenir compte des initiatives et processus nouveaux, puis restructuré en 10 axes stratégiques, pour en améliorer la lisibilité et la traduction opérationnelle »[1], puis en juillet à Libreville (Gabon) se tient la troisième conférence des ministres.

## Institutions spécialisées, au sein de la Comifac
- ADIE (Agence intergouvernementale pour le développement de l'Information environnementale ; cette agence sous-régionale regroupant les administrations publiques et la société civile nationale et internationale pour soutenir la collecte, l'analyse et l'évaluation des données environnementales nécessaire à l'aide et au conseil dans les processus de décisions. Elle doit veiller à une bonne diffusion de l'information environnementale à toutes les parties prenantes d'Afrique Centrale. Ce statut et ces missions ont été validés en 2004[11].
- CEFDHAC (Conférence sur les écosystèmes des forêts denses et humides d'Afrique centrale) : Ce forum sous-régional doit favoriser la consultation et les échanges d'expériences pour toutes les parties œuvrant dans le domaine forestier afin de réaliser la gestion équitable et durable des écosystèmes forestiers d'Afrique centrale. Ses statuts ont été validés à Kinshasa en juin 2002 lors de la 4ème conférence CEFDHAC) Cette conférence a été réformée et un statut nouveau validé en 2007 par la 6e CEFDHAC et adopté par le Conseil des ministres de la COMIFAC en 2008 Son objectif est d'encourager tous les acteurs (États, organisations nationales et sous - régionales, secteur privé, ONG) à échanger leurs points de vue et à développer une vision commune de la conservation et de l'utilisation des forêts dans la région[3].
- OAB (Organisation africaine du bois) ; créée en 1976, cet organisme de lobby, consultation et coopération est basé à Libreville au Gabon et œuvre dans les domaines de l'économie forestière et du commerce international des bois tropicaux pour ses membres[3]
- CFSA (Organisation pour la conservation de la faune sauvage en Afrique) ; cette ONG coordonne dans la COMIFAC les travaux portant sur la conservation de la faune sauvage et plus généralement de la biodiversité, qui passe par la restauration, protection et gestion d'aires protégées transfrontalières et le contrôle aux frontières pour lutter contre les trafics de bois, animaux, viande de brousse, etc. [3].
- OFAC (Observatoire des forêts d’Afrique centrale) ; Créé en 2007, l’Observatoire des forêts d’Afrique centrale (OFAC) est une cellule spécialisée de la COMIFAC qui met à disposition des données actualisées et pertinentes sur les forêts et les écosystèmes de la région, visant à informer la prise de décisions politiques et à promouvoir une meilleure gouvernance et une gestion durable des ressources naturelles.
- RAPAC (Réseau des aires protégées d'Afrique centrale) : cet organisme sous régional (ONG créé en 2000 dans le cadre de la « Déclaration de Yaoundé ») contribue à la conservation et la gestion rationnelle des ressources naturelles par l'efficacité de la gestion intégrée des aires protégées. Il vise aussi à améliorer les conditions de vie des populations de la périphérie de ces aires. « Son mandat couvre la conservation et valorisation de la biodiversité par l'aménagement et la gestion des aires protégées nationales et transfrontalières existantes et à créer, y compris l'identification et la mobilisation des financements innovants et durables ». Il est aidé par l'ONU et l'Union Européenne, la CEEAC et la BAD. Y sont représentés la société civile, le secteur privé et différents réseaux sous-régionaux dont (en 2012)[3] : 
  - le Réseau des femmes africaines pour le développement durable (REFADD)
  - le Réseau des populations autochtones et locales d'Afrique Centrale (REPALEAC)
  - le Réseau des parlementaires (REPAR),
  - le Réseau des institutions de formation forestière et environnementale en Afrique Centrale (RIFFEAC);
  - le Réseau Africain d'Action Forestière (RAAF);
  - le Réseau des Directeurs des Forêts (REDIFAC);
  - le Réseau des jeunes (REJEFAC)

## Éléments de bilan
Selon un bilan daté de 2012, la COMIFAC a contribué à allouer comme concessions forestières ou aires protégées environ 
46 % du 1,6 million de km2 de la forêt dense humide d'Afrique centrale ; en passant de zéro hectare en "aménagement forestier" en 2000 à 13,8 millions d'hectares de concessions forestières « gérées suivant des plans d'aménagement approuvés par les États » en 2010, avec 6,3 millions d'hectares de concessions forestières certifiés (dont en 2012 environ 5,2 millions ha bénéficiait d'une écocertification FSC),. Elle doit contribuer à une meilleure application des législations forestières et au développement de la recherche forestière dans les pays d'Afrique centrale.